# Noah Cyrus
Noah Lindsey Cyrus (født 8. januar 2000) er en amerikansk barneskuespiller og sanger. Hun fik sin første rolle i en alder af 3, hvor hun spillede Gracie Hebert i fire episoder af sin far, Billy Ray Cyrus', tv-serie Doc. Hun var baggrundsdanser i Hannah Montana: The Movie og har også optrådt i små roller i Disney Channel-serien Hannah Montana. I 2016 udkom hendes første single “Make me (cry)”, og herefter har hendes sangkarriere taget form. Hun har været opvarmningsnavn for Katy Perrys turné, Witness.
I 2020 udkom hendes album “THE END OF EVERYTHING”, hvor hun i sangen “Young and sad” beskriver hendes følelser om at vokse op som Miley’ søster.
Noah har tideligere datet rapperen Lil Xan.

## Opvækst
Cyrus blev født i Nashville, Tennessee som datteraf countrysangeren Billy Ray Cyrus og hans kone Leticia "Tish" Cyrus. Cyrus er den yngste af seks; hun har tre halvsøskende Brandi Glenn Cyrus, Trace Demsey Cyrus (som begge er børn af moderen Tish og senere adopteret af hendes far Billy) og Christopher Cody Cyrus (Christopher er barn af faren Billy og hans tidligere kone. Christopher er vokset op et helt andet sted end resten af Cyrus familien, så han har kun set familien nogle få gange) og to helsøskende Miley Ray Cyrus og Braison Chance Cyrus.

## Filmografi
| År        | Film           | Rolle            |
| --------- | -------------- | ---------------- |
| 2003-2004 | Doc            | Gracie Herbert   |
| 2006-2010 | Hannah Montana | Lille pige       |
| 2008      | Mostly Ghostly | Trick or Treater |
| 2009      | Ponyo          | Ponyo            |

## Diskografi
- Temasang fra Ponyo (feat. Fankie Jonas)
- "Driveway" (feat. Miley Cyrus)